# Attentat de Tombouctou
L'attentat de Tombouctou a lieu le 28 septembre 2013, lors de la guerre du Mali.

## Déroulement
Le 28 septembre 2013, à Tombouctou, un pick-up conduit par des kamikazes parvient à pénétrer jusqu'au centre de la ville. Vers 13 heures, les jihadistes se font exploser devant la caserne de l'armée malienne, près de la mosquée Djingareyber. Plusieurs soldats sont blessés et deux civils qui sortaient du camp avec une charrette sont tués,.
Selon un communiqué du gouvernement malien, quatre kamikazes et deux civils sont tués sur le coup lors de l'attaque, six soldats sont également blessés. Le bilan passe ensuite à 7 blessés.
Selon l'armée française, l'attaque a fait quatre morts, dont deux civils et deux kamikazes. Après l'explosion, des soldats burkinabés de la MINUSMA et des Français du bataillon Serval sont déployés pour sécuriser la zone de l'attentat.
Le 30 septembre, l'attentat est revendiqué par Al-Qaïda au Maghreb islamique qui affirme que l'attaque a été commise par deux kamikazes à bord d'un véhicule transportant plus d'une tonne d'explosifs. Selon les jihadistes l'explosion a fait « 16 morts parmi les militaires maliens et plusieurs blessés. L'opération a également conduit à la destruction de plusieurs engins militaires et soufflé une partie des bâtiments de la caserne,. »